# Richard Hell
Richard Hell właśc. Richard Myers (ur. 2 października 1949 w Lexington, Kentucky) – amerykański wokalista, basista, twórca piosenek i pisarz, najbardziej znany z roli lidera punkrockowej grupy The Voidoids. Jej album Blank Generation z 1977 roku zawierał wiele elementów identyfikowanych później z punkiem: od nihilizmu utworu tytułowego (zainspirowanego piosenką Roda McKuena Beat Generation z 1959 roku) po frenetyczną energię antyromantycznego hymnu "Love Comes in Spurts", aczkolwiek jego brzmienie trudno było określić jako punkowe. Muzyk grał również na gitarze basowej w Television.
Hell był jednym z twórców punkowego wyglądu. Miał stojące włosy; nosił podarte, pocięte i pomazane koszulki, często pospinane agrafkami. Stylista Sex Pistols, Malcolm McLaren, twierdził iż styl zespołu, jak również sprzedawane przez niego ubrania z agrafkami, zostały podpatrzone właśnie u Hella.
Od końca lat osiemdziesiątych Hell utrzymywał się głównie z pisania. Opublikował dwie powieści, jak również kilka innych książek. Jest także krytykiem filmowym w magazynie BlackBook.

## Dyskografia
The Voidoids:
- Blank Generation (1977)
- Destiny Street (1979)
- Funhunt: Live at CBGB's & Max's (1990)

Richard Hell:
- R.I.P. (1984)
- Spurts, The Richard Hell Story (2005)

Dim Stars:
- Dim Stars (1992)